# Boris Nguéma
Boris Claude Nguéma Békalé (Kango, 7 dicembre 1984) è un calciatore gabonese, portiere del CMS Libreville.

## Carriera

### Club
Ha sempre giocato nel campionato gabonese.

### Nazionale
Con la maglia della Nazionale ha collezionato 7 presenze.